# Янув (Підляське воєводство)
Янув (пол. Janów) — селище (колишнє місто) в Польщі, розташоване в Підляському воєводстві, у Сокульському повіті, у гміні Янув. Лежить над річкою Кумялкою.
Тут знаходиться популярна серед шанувальників музики диско-поло дискотека «Panderoza», показана, зокрема, у фільмі «У Бога за пазухою» (пол. U Pana Boga za piecem).
Село Сокульського лісництва Гродненської економії у другій половині XVII століття. Янув отримав міські права до 1715 року, позбавлений їх у 1897 році. Королівське місто Гродненської економії, наприкінці XVIII століття розташовувалося в Гродненському повіті Троцького воєводства. У 1975–1998 роках населений пункт адміністративно належав до Білостоцького воєводства.

## Пам'ятки
- Парафіяльний костел Св. Юрія, 1899-1904 рр., номер реєстру: A-355 від 2.06.2011 разом із колишнім прикостельним цвинтарем та огорожею з брамками і сходами
- просторове планування колишнього міста – теперішнього села, XVIII ст., номер реєстру: 557 від 30.06.1986
- римо-католицький цвинтар, номер реєстру: 557 від 30.06.1986 (змінено номер з помилкового на A-54)
- єврейський цвинтар, XIX ст., номер реєстру: A-112 від 23.03.1993[5].